# Afrin (distrikt)
Afrin District (arabiska: منطقة عفرين) är ett distrikt i Syrien.   Det ligger i provinsen Aleppo, i den nordvästra delen av landet, 300 kilometer norr om huvudstaden Damaskus. Antalet invånare är 172 095.
Trakten runt Afrin District består till största delen av jordbruksmark. Runt Afrin District är det ganska tätbefolkat, med 86 invånare per kvadratkilometer.